# لوئیجی مانی
لویجی مانی (ایتالیایی: Luigi Magni؛ ‏ ۲۱ مارس ۱۹۲۸ – ۲۷ اکتبر ۲۰۱۳) کارگردان و فیلم‌نامه‌نویس اهل ایتالیا بود.

## زندگی‌نامه
لوئیجی در رم زاده شد و به عنوان فیلمنامه‌نویسی فیلم «زمان تعطیلات» در سال ۱۹۵۶ کار خود را شروع کرد. در سال ۱۹۶۸ با ماریو مونیچلی همکاری کرد که باعث یک موفقیت تجاری در سینمای ایتالیا و تبدیل مونیکا ویتی به عنوان یک بازیگر کمدی با فیلم «دختری با تپانچه» و هدایت مانی به سوی کارگردانی شود. پس از کارگردانی اولین فیلم خود به نام فوستینا در سال ۱۹۶۹ به یک موفقیت فوق‌العاده‌ای با فیلم توطئه گران دست یافت که پرسودترین فیلم سال ایتالیا شد.

در سال ۱۹۷۷ مانی به جایزه منتقدان با فیلم «به نام پادشاه پاپ» در دوره جوایز دیوید دوناتلو دست یافت. او دومین جایزه دیوید دوناتلو را در سال ۱۹۹۵ برای فیلمنامه فیلم دشمنان دوران کودکی و جایزه دیوید دوناتلوی ویژه را برای یک عمر زندگی حرفه‌ای در سال ۲۰۰۸ دریافت کرد.

در سال ۱۹۹۱ او یکی از اعضای هیئت داوران در هفدهمین جشن. اره بین‌المللی فیلم مسکو بود، پس از مرگ نینو مانفردی در سال ۲۰۰۴ او از سینما کناره گرفت و در ۲۷ اکتبر سال ۲۰۱۳ درگذشت.
از فیلم‌های او می‌توان به شب بخیر، آقایان و خانم‌ها و ای پادشاه اشاره کرد.